# Elephas maximus indicus
L'elefante indiano (Elephas maximus indicus Cuvier, 1798) è la più comune delle quattro sottospecie di elefante asiatico. Deve il nome all'India, il Paese nel quale è maggiormente diffuso e dove si trova il 50% degli elefanti asiatici allo stato brado esistenti al mondo ed il 20% di quelli ammaestrati.

## Descrizione
Gli elefanti indiani misurano fino a 6,4 m di lunghezza, dagli 1,83 ai 3,60 m al garrese e pesano fino a 5 tonnellate. Gli esemplari thailandesi sono di solito leggermente più piccoli e più massicci di quelli delle altre zone dove la sottospecie vive. Gli elefanti della Malaysia tendono ad avere peluria più sviluppata e dimensioni ridotte, a volte vengono classificati in una sottospecie a parte (Elephas maximus hirsutus), ma tale suddivisione è discutibile.
I maschi sono tutti provvisti di zanne, mentre solo una parte delle femmine le ha, di dimensioni sensibilmente minori a quelle dei maschi.

## Habitat
Gli elefanti indiani preferiscono vivere nei pressi di aree boschive o cespugliose, anche se colonizzano una gamma piuttosto ampia di habitat, tra i quali i principali sono:
- Foresta subtropicale di latifoglie
- Foresta pluviale tropicale di latifoglie
- Foresta secca
- Prateria

Tendono ad avere vita nomade ed a spostarsi periodicamente e non restano nello stesso posto per più di una decina di giorni. Quest'abitudine fa sì che spesso, durante il loro peregrinare, causino danni all'agricoltura o alle costruzioni dell'uomo, generando attriti con le popolazioni locali.
Ogni giorno possono arrivare a mangiare per 20 ore e produrre fino a 100 chili di escrementi, vagando in un'area che arriva fino a 320 km². Mangiano prevalentemente erbe, ma anche corteccia, radici, foglie ecc. Tra le colture che preferiscono vi sono le banane, il riso e la canna da zucchero. Bevono almeno una volta al giorno e sono sempre quindi nei pressi di un corso d'acqua dolce.

## Distribuzione e conservazione
Gli elefanti indiani allo stato brado si trovano esclusivamente in Asia meridionale, nel sud-est asiatico e, in misura minore, nella provincia cinese sud-occidentale dello Yunnan. Secondo una stima del WWF del 2013, sono in totale tra i 20.000 ed i 25.000 esemplari e rientrano nelle specie ad alto rischio di estinzione in natura.
L'aumento della popolazione mondiale umana comporta l'espansione delle aree abitate, dei terreni coltivati, della rete stradale e ferroviaria ecc, il tutto a discapito delle aree che costituiscono l'habitat degli elefanti, che soffrono quindi per la penuria di cibo e luoghi in cui rifugiarsi. Le aree rimaste a loro disposizione sono sempre più frammentate e isolate tra loro; le tradizionali vie di migrazione stagionale e la possibilità di incrociarsi con esemplari di altri gruppi familiari sono di conseguenza compromesse. Gli elefanti sono costretti a cercare cibo nelle zone agricole e negli insediamenti umani, che hanno loro sottratto l'habitat naturale, generando un conflitto con l'essere umano, il quale difende i propri territori o vendica i danni subiti eliminando gli animali.
Un'altra causa della riduzione del numero di elefanti è il bracconaggio, che alimenta il mercato dell'avorio. Le vittime sono i maschi, che hanno le zanne più grandi e redditizie, e ciò altera l'equilibrio della razza, con le femmine molto più numerose dei maschi. Nonostante che la compravendita di avorio sia stata messa al bando in tutto il mondo, il fenomeno persiste specialmente in Asia, dove la domanda di avorio da parte delle classi abbienti resta alta.

### Bangladesh
Circa 200 anni fa, nella zona dell'odierno Bangladesh vi erano molti elefanti, che sono invece attualmente in pericolo critico di estinzione. Si calcola che nel 2006 ne fossero rimasti circa 100 in cattività e 200 esemplari allo stato brado, di cui il 30% entra ed esce dal Paese nelle zone a cavallo della frontiera birmana e indiana. La maggior parte si trova in aree protette situate nelle montagne nei pressi di Chittagong. La drammatica crescita demografica dei cittadini bengalesi ha sottratto terreno e approvvigionamenti agli animali, situazione che si aggrava durante le periodiche inondazioni del Paese. I corridoi lungo i quali gli elefanti si muovono sono spesso disturbati.
La povertà del Paese rende difficoltoso per il governo predisporre un piano di protezione per la sottospecie e per la natura in genere; non vi sono quindi progetti statali di conservazione. I circa 100 elefanti addomesticati sono impiegati soprattutto nell'industria del legname e nei circhi; in entrambi i casi le condizioni di vita sono critiche.

### Birmania
Nonostante la sopravvivenza degli elefanti in Birmania sembri garantita da un buon numero di riserve naturali e dalla presenza di esperti di elefanti, la popolazione totale di quelli selvaggi è in declino. Nel 2006, ve ne erano tra i 4.000 e i 5.000 esemplari, mentre quelli addomesticati erano circa 5.000.
Tra i motivi di tale declino vi è la cattura, illegale dal 1994, di quelli selvatici per addestrarli a lavorare nell'industria del legname, che ne occupa circa 4.000. L'impiego di elefanti permette di salvaguardare buona parte degli alberi non commerciabili, che altrimenti dovrebbero essere eliminati per facilitare il trasporto del legname pregiato. Dato l'importanza del ruolo che svolgono in questa attività, gli elefanti addomesticati birmani ricevono cure ed attenzioni particolari. Altri impieghi sono quelli nei villaggi isolati (in svariate attività), per trasporti in zone impervie dove altrimenti si può circolare solo a piedi, per cerimonie religiose, nell'industria del turismo e nell'agricoltura in presenza di terreni difficoltosi.
Anche in Birmania è in diminuzione l'habitat per gli elefanti, con la deforestazione (spesso illegale) e l'espansione di insediamenti abitativi umani. Un altro motivo di declino è il bracconaggio, grazie al quale si riforniscono i contrabbandieri di avorio e gli esportatori di cuccioli in Thailandia, dove vengono impiegati nell'industria del turismo.

### Bhutan
Il Bhutan è un piccolo Paese in prevalenza montuoso, nelle cui poche pianure diversi elefanti soggiornano nel periodo estivo, per poi passare l'inverno in India. Grazie alla tranquillità del territorio, il numero di animali selvaggi in quest'area era stabilizzato nel 2006 attorno ai 250 - 500 esemplari. Tale stima non fornisce dati sul numero degli elefanti addomesticati nel Paese. Le relative minacce rappresentate dai bracconieri e dalla deforestazione non impensieriscono i programmi ambientali del governo locale, ai quali collabora il WWF.

### Cambogia
Le ricerche in Cambogia sulla popolazione degli elefanti sono iniziate in periodi recenti e le informazioni al riguardo sono quindi approssimative. Nel 2006, si stima che ci fossero 200 - 300 animali selvaggi e 211 ammaestrati. In precedenza si pensava che, grazie alle ideali condizioni ambientali, ce ne fossero molti di più e si ipotizza che ne possano essere stati uccisi molti per contrabbandare avorio e per consumarne la carne. Anche la deforestazione e la presenza di mine inesplose nelle foreste rimaste possono aver contribuito al declino. Le precarie condizioni economiche del Paese rendono possibile un intervento governativo solo con un eventuale finanziamento estero.
Gli elefanti addomesticati vivono in prevalenza nei villaggi della minoranza etnica phnong, i cui membri hanno una buona tradizione al riguardo, anche se negli ultimi tempi tale tradizione sta svanendo per la crescente difficoltà di catturare nuovi esemplari.

### Cina
Nel 2006, gli elefanti che vivevano allo stato brado erano tra i 200 e i 250 e non vi era menzione di quanti fossero gli esemplari in cattività. Concentrati nel Xishuangbanna e nella riserva di Nangunhe, nella parte meridionale della Provincia dello Yunnan, erano un tempo molti di più, ma la tradizione cinese di collezionare oggetti in avorio ne ha decimato la popolazione. Negli ultimi anni, il governo cinese ha ovviato al problema predisponendo varie misure per impedirne la caccia, ed ora la zona è una delle poche al mondo dove la popolazione della sottospecie è in aumento. Il commercio illegale di avorio nel Paese continua comunque ai danni degli elefanti di altre zone del mondo, in particolare di quelli africani.
Vi sono seri problemi legati all'espansione dei centri abitati e delle infrastrutture (strade, dighe ecc.), che si appropriano dei territori dove gli elefanti avevano campo libero, costringendoli sempre più spesso ad invadere i villaggi per nutrirsi. Tra le misure prese dal governo vi è anche il rimborso dei danneggiati dalle incursioni, che rimangono comunque insoddisfatti perché tali rimborsi non compensano i danni. Si pensa che una soluzione potrebbe essere la creazione di corridoi ad uso degli animali, che colleghino le aree protette.

### India
In India, gli elefanti sono per tradizione celebrati come animali sacri e quelli addomesticati sono tuttora largamenti utilizzati in diversi settori della vita locale (costruzioni, turismo, cerimonie religiose, pattugliamento aree protette ecc.). Nel 2006, gli elefanti che vivevano allo stato brado erano tra i 23.900 ed i 32.900, concentrati principalmente nel sud e nel nord-est del Paese, mentre quelli in cattività erano circa 3.500. Una piccola popolazione selvatica è presente anche nelle Isole Andamane.
Nei secoli precedenti, la popolazione di elefanti indiani era molto superiore, si è stimato che nel XVII secolo fossero circa un milione. Tra le cause che hanno portato al ridimensionamento vi è la perdita di spazi vivibili per tali animali ed il conseguente conflitto con l'essere umano. Tuttora la continua espansione demografica indiana, che richiede nuovi insediamenti abitativi e terreni agricoli, costituisce la minaccia principale per la sopravvivenza della sottospecie.
Nel 1992, il governo ha promosso il "Progetto Elefante", volto a risolvere il conflitto tra uomini ed animali con il miglioramento delle condizioni di vita di questi ultimi. L'organizzazione incaricata di presiedere al progetto controlla un'area totale di 58.000 km² suddivisa in 25 riserve specifiche, dove la popolazione degli elefanti è in aumento; sta cercando inoltre di stabilire dei corridoi che mettano in comunicazione tali riserve e di proteggere le condizioni di vita degli elefanti addomesticati. Il Progetto Elefante si occupa anche del fenomeno del bracconaggio, legato al commercio di avorio, che ha ridotto enormemente la popolazione maschile (negli elefanti indiani, la femmina di solito non ha le zanne, e se le ha sono piccole).
Il governo ha anche introdotto severe pene per chi non rispetta le leggi a tutela degli elefanti; ciononostante, tali leggi vengono spesso ignorate, in particolar modo quelle tese a proteggere le condizioni di vita di quelli in cattività.

### Indonesia
In Indonesia, le stime sulla popolazione degli elefanti sono rese difficoltose dalla densità della giungla dove vivono, che è stata esplorata dai ricercatori limitatamente. La maggior parte degli elefanti che si trovano a Sumatra sono i piccoli Elephas maximus sumatrensis, mentre nel 2003 nel Kalimantan, la parte centro-meridionale dell'isola del Borneo, sono stati riconosciuti come specie a sé stante gli Elephas maximus borneensis, ancora più piccoli dei precedenti. Entrambe queste sottospecie sono distinte dall'elefante indiano. Non esiste una stima precisa di quanti esemplari esistano di ciascuna specie. In totale a Sumatra, nel 2006 vivevano tra i 1.200 ed i 1.500 esemplari, mentre si è ipotizzato che nel Borneo nel 1990 ve ne fossero tra i 500 e i 1.000. In tutta l'Indonesia vi erano inoltre nel 2006 circa 350 elefanti in cattività.
Come nella maggior parte degli altri Paesi, anche in Indonesia il numero degli elefanti è in costante diminuzione. Ed anche qui i motivi sono l'aumento di insediamenti umani, con il conseguente conflitto con gli uomini, la deforestazione e, in misura minore, il bracconaggio. All'inizio il governo interveniva uccidendo gli elefanti per proteggere i villaggi, ma le proteste della comunità internazionale lo hanno spinto a rivedere tale politica, catturando poi gli animali e rinchiudendoli in appositi centri di conservazione.

### Laos
Il territorio dell'odierno Laos ospitò nei secoli passati grandi quantità di elefanti. Il termine Lan Xang, nome dell'antico regno che unificò la nazione lao e dominò la regione dal XIV secolo al XVIII, significa letteralmente 'milione di elefanti'. Il numero si è drammaticamente ridotto ai giorni nostri. Nel 2006 è stato stimato che ne esistessero tra gli 800 e i 1.200 allo stato brado e tra i 1.100 e i 1.350 in cattività.
Malgrado le ideali condizioni geografiche, con le foreste che coprono quasi la metà del territorio nazionale, la mancanza nel passato di una valida politica di conservazione della specie ha contribuito alla diminuzione della popolazione di elefanti. Il governo del Paese ha affrontato il problema solo in tempi recenti ed alcune organizzazioni internazionali operano da qualche anno per cercare di invertire la tendenza. La minaccia principale è il bracconaggio, soprattutto lungo la frontiera montana con il Vietnam, l'isolamento ed il terreno accidentato di tale zona favoriscono la fuga dei responsabili al di là del confine. Le condizioni di povertà in cui si trova il Laos rendono problematico l'organizzazione di guardie forestali che possano ovviare al problema e, per il momento, le riserve naturali sono poche.
La diminuzione dell'habitat proprio degli elefanti è sempre stato un problema secondario, ma sta diventando più serio per la deforestazione che alimenta il commercio del legname, per l'aumento di campi coltivati e per le numerose centrali idroelettriche costruite negli ultimi anni.
Gli elefanti ammaestrati fanno parte della cultura e della vita sociale laotiana da molti secoli. Sono usati principalmente per i trasporti, specialmente di legname, per l'agricoltura e nell'industria del turismo; molti degli elefanti impiegati in queste attività sono vittime di eccessivo sfruttamento e non vengono curati come si dovrebbe. La maggior parte si trovano nella Provincia di Xaignabouli, nel nord-ovest del Paese, dove sono impiegati per trasportare i tronchi destinati al commercio di legname. Di rilievo in questa zona è il Centro di Conservazione degli Elefanti, ente privato sorto per favorire l'accoppiamento, fornire assistenza alla nascita, garantire cure mediche agli elefanti e addestrare i mahout, tradizionali conducenti dell'animale.

### Malaysia
Il Mar Cinese Meridionale separa la parte peninsulare della Malaysia, dove si trova l'elefante indiano, da quella insulare del Borneo, che ospita la sottospecie del piccolo Elephas maximus borneensis. Nel 2006 si è stimato che vi fossero nel Paese tra i 1.250 ed i 1.466 elefanti nella penisola malese e tra i 1.100 e i 1.600 in Borneo, mentre gli elefanti ammaestrati erano alcune decine.

#### Penisola malese
Gli elefanti indiani erano storicamente molto diffusi nella penisola malese, ma il disboscamento che ha lasciato spazio all'agricoltura a partire dall'inizio del XX secolo ne ha ridotto sensibilmente il numero. Inizialmente non vi era sensibilizzazione sul fatto che ne veniva distrutto l'habitat ed il conflitto tra gli elefanti e l'uomo divenne un problema. Il governo istituì nel 1974 l'Unità di Gestione dell'Elefante, posta sotto l'autorità del Dipartimento della Vita Selvatica e dei Parchi Nazionali, che si è specializzata nel trasferimento di elefanti selvatici negli Stati federati di Kelantan, Terengganu e Pahang, dove tuttora esistono grandi aree forestali, come il Parco Nazionale di Taman Negara.
La migrazione ha interessato in un periodo di 25 anni circa 500 elefanti, che sono ora spariti dagli Stati malesi di Perlis, Selangor e Negeri Sembilan. Il processo di deforestazione si è notevolmente ridotto ed è ora sottoposto alla pianificazione che tiene conto delle esigenze degli elefanti e del loro habitat. Tale politica ha stabilizzato il numero degli animali e ridotto il conflitto con gli esseri umani.
Gli elefanti ammaestrati hanno per lungo tempo fatto parte della cultura malese, soprattutto come mezzi di trasporto dei sultani locali, ma questa tradizione è caduta in disuso a partire dal XIX secolo. Otto esemplari ammaestrati vengono oggi impiegati dall'Unità di Gestione dell'Elefante per le operazioni di gestione della popolazione di quelli selvatici.

#### Borneo
L'Elephas maximus borneensis, detto anche elefante pigmeo del Borneo, è stato riconosciuto come specie autoctona dell'isola nel 2003. Vi sono diverse ipotesi sull'origine di questa sottospecie; per lungo tempo si è pensato che i suoi esemplari fossero i discendenti degli elefanti indiani portati sull'isola a più riprese negli ultimi secoli. Le prove di comparazione e le analisi del DNA che hanno portato al riconoscimento dell'elefante pigmeo, fanno invece risalire l'origine di questa sottospecie all'ormai estinto Elephas maximus sondaicus, che era presente a Giava.
Restano comunque in Borneo alcuni discendenti degli elefanti indiani ammaestrati introdotti in passato e liberati poi nella giungla. In generale, si trovano elefanti sia nella zona malese che in quella indonesiana, e spesso migrano dall'una all'altra. Il loro censimento è difficoltoso per la natura del territorio, coperto in gran parte da una giungla particolarmente densa e abbastanza carente di moderne vie di comunicazione.

### Nepal
Gli elefanti fanno storicamente parte della cultura nepalese, in particolare quelli addomesticati, che sono tuttora impiegati nelle cerimonie induiste. Fino agli anni sessanta del XX secolo, vi era una folta popolazione concentrata sulle giungle pianeggianti del sud, ma anche qua i nuovi insediamenti umani hanno drammaticamente ridotto il numero di elefanti e l'habitat a loro riservato. Nel 2006 si è calcolato che ne esistessero tra i 100 e i 170 esemplari selvatici e 170 in cattività.
Gli elefanti selvatici nepalesi migrano spesso nel vicino Bengala in piccoli gruppi isolati da altri gruppi. La loro popolazione si è stabilizzata negli ultimi anni e nel parco nazionale reale di Bardia sono passati dai 25 esemplari nei primi anni novanta agli oltre 50 di dieci anni dopo. Il governo nazionale ha contribuito alla stabilizzazione creando cinque riserve protette ed una zona speciale per favorirne l'accoppiamento. Anche il numero di quelli addomesticati è tornato a crescere, e vengono impiegati ora anche nel settore turistico e in alcuni progetti ecologici.

### Thailandia
In Thailandia vi è una lunga tradizione di utilizzo dell'elefante, considerato un simbolo nazionale. Il re Bhumibol Adulyadej possedeva 10 esemplari di elefante bianco, rarissimo pachiderma ritenuto sacro in molti Paesi dell'Indocina ed emblema del potere regale.. Si pensa che all'inizio del XX secolo vi fossero in Thailandia circa 300.000 elefanti selvatici e 100.000 ammaestrati, mentre le stime del 2006 ne riportano tra i 3.500 ed i 4.000 in cattività e tra i 3.000 ed i 3.700 allo stato brado. Esperti thailandesi ritengono che invece questi ultimi non superino i 1.000 esemplari.
I motivi principali di questa grande diminuzione sono gli stessi degli altri Paesi: l'aumento della popolazione umana con l'espansione dei centri abitati e delle aree coltivabili a discapito delle foreste, il bracconaggio per il commercio di avorio e la cattura dei cuccioli per inserirli nell'industria turistica. Gli animali rimasti liberi sono confinati in aree sempre più ristrette ed isolate le une dalle altre, tra le quali quelle dove si trovano più elefanti sono il Parco nazionale di Khao Yai, nella Thailandia del Nordest, ed i santuari della vita selvatica di Thungyai e di Huai Kha Khaeng, lungo la frontiera con la Birmania. È stato fondato nel Paese l'Istituto Nazionale dell'Elefante, che collabora con il Dipartimento dei Parchi Nazionali e alcune ONG per salvaguardare l'habitat e la popolazione degli elefanti selvatici, i quali sono protetti anche da apposite leggi nazionali e dal CITES.
Gli esemplari ammaestrati furono storicamente impiegati in Thailandia come elefanti da guerra e l'esercito siamese ne ebbe sempre molti in dotazione. In tempi più recenti, molti sono stati impiegati per il trasporto del legname, ma una legge del 1989 ha messo al bando il taglio indiscriminato delle foreste; questi elefanti ed i loro mahout si sono così ritrovati senza lavoro. Una parte sono stati riciclati nell'industria del turismo, un'altra parte è abusivamente migrata in Birmania, dove l'attività di taglio del legname pregiato è ancora in uso, ma alcuni si trovano tuttora in condizioni precarie. Un triste fenomeno difficile da sradicare è quello degli elefanti costretti a trasportare turisti nelle vie cittadine.

### Vietnam
Anche in Vietnam vi è una lunga tradizione di utilizzo dell'elefante per scopi religiosi o come mezzo di trasporto. Fu storicamente utilizzato in tempo di guerra e garantì i trasporti in terreni accidentati anche durante la guerra del Vietnam. La loro popolazione è drammaticamente diminuita e sono attualmente nel Paese tra le specie a rischio estremamente alto di estinzione in natura. Nel 2006, il numero di quelli selvatici era tra le 76 e le 94 unità, mentre quelli ammaestrati erano 165. Il tracollo si è accentuato negli ultimi decenni, nel 1990 si stimava che ve ne fossero tra i 1.500 ed i 2.000.
Oltre ai soliti motivi legati ai disboscamenti per la raccolta di legname pregiato e per far posto a nuovi insediamenti, al conflitto uomo-elefante e al bracconaggio, vi sono stati numerosi incendi che hanno distrutto le foreste. Per ovviare all'estinzione, il governo ha predisposto il Piano di Azione Nazionale per l'Elefante, affidato al Dipartimento per la Protezione delle Foreste, che ha individuato nella Provincia di Nghe An al nord, e in quelle di Dak Lak e Dong Nai a sud, le aree da destinare alla protezione della specie. Si sta cercando di coinvolgere la popolazione nel progetto, nel quale verrebbero impiegati anche gli elefanti ammaestrati, a loro volta a rischio di estinzione, essendo passati dai 600 del 1980 ai 165 del 2006.